# Генетична асоціація
Генетичний зв'язок (асоціація) — це коли один або більше генотипів у популяції зустрічаються спільно з певною фенотипічною ознакою частіше, ніж це можна було б очікувати як випадкове явище.
Дослідження генетичної асоціації мають на меті перевірити, чи відрізняються частоти однолокусних алелів або генотипів (або, загалом, частоти багатоголокусних гаплотипів) між двома групами осіб (як правило, хворі суб'єкти та здорові контрольні). Зараз дослідження генетичного зв'язку засновані на принципі, що генотипи можна порівняти «буквально», тобто за послідовностями дійсних геномів або екзомів через повне секвенування геному або повне секвенування екзомів. До 2010 року використовували методи секвенування ДНК.

## Опис
Генетичний зв'язок може існувати між фенотипами, такими як видимі характеристики (наприклад, колір квітки або її висота), між фенотипом і генетичним поліморфізмом, наприклад, однонуклеотидним поліморфізмом або між двома генетичними поліморфізмами. Асоціація між генетичними поліморфізмами зустрічається тоді, коли існує невипадковий зв'язок їх алелів внаслідок їх близькості до однієї і тієї ж хромосоми; це відомо як зчеплене успадкування .
Неврівноважене зчеплення генів (linkage disequilibrium, LD) — термін, що використовується у популяційній генетиці для невипадкової асоціації алелів у двох або більше локусах, не обов'язково на одній і тій же хромосомі. Це не те саме, що зчеплення. Це явище, завдяки якому два або більше локуси на хромосомі знижують можливість рекомбінації між собою через їх фізичну близькість. LD описує ситуацію, коли деякі комбінації алелей або генетичних маркерів зустрічаються в популяції більш або менш частіше, ніж це можна було б очікувати в результаті випадкового утворення гаплотипів з алелів на основі їх частот.
Дослідження генетичного зв'язку проводяться, щоб визначити, чи пов'язаний певний генетичний варіант із захворюванням чи іншою ознакою. Якщо зв'язок присутній, у людей, які мають таку ознаку, певний алель, генотип чи гаплотип поліморфізму чи поліморфізмів спостерігаються частіше, ніж це очікувалось би як випадковість. Відповідно, людина, яка має одну або дві копії генетичної варіанти з високим ризиком, має підвищений ризик розвитку пов'язаного з нею захворювання або іншої ознаки.

## Дослідження

### Дослідження випадок-контроль
Дослідження «випадок-контроль» є класичним епідеміологічним інструментом. При цьому вивчають суб'єкти, які вже мають захворювання, ознаку чи інший стан («випадки»), і визначають, чи є у них якісь характеристики, які відрізняють їх від суб'єктів, які не мають захворювання або ознаки («контроль»). У генетичних дослідженнях «випадок-контроль» між вказаними групами суб'єктів порівнюють частоту алелів або генотипів. Суб'єкти групи «випадки» мають діагностоване досліджуване захворювання, чи ознаку. Суб'єкти групи «контроль», або не мають таких, або випадково обираються з популяції. Різниця в частоті алеля або генотипу досліджуваного поліморфізму між цими двома групами вказує на те, що даний генетичний маркер може підвищити ризик захворювання або ймовірність наявності ознаки, або він є неврівноважно зчепленим з поліморфізмом, який має таку дію. Гаплотипи також можуть мати зв'язок із захворюванням або ознакою. Одним з найбільш ранніх успіхів у цій галузі було виявлення одиночної базової мутації в некодуючій ділянці гена APOC3 (ген аполіпопротеїну C3), що пов'язаний з вищим ризиком гіпертригліцеридемії та атеросклерозу, для чого було використане дослідження «випадок-контроль».
Однією із проблем, що стосуються дослідження «випадок-контроль», є те, що частота генотипу та гаплотипу різняться між етнічними або географічними групами населення. Якщо «випадки» та контрольна група не збігаються за етнічним або географічним походженням, то через заплутані ефекти стратифікації населення може бути виявлений хибнопозитивний генетичний зв'язок.

### Сімейні дослідження
Сімейні дослідження генетичного зв'язку призначені для уникнення можливих спотворюючих наслідків ефекту стратифікації населення. При цьому як «випадки» постають суб'єкти (брати і сестри), які мають досліджуване захворювання, а «контролем» виступають їх батьки або брати і сестри, які це захворювання не мають. Найчастіше застосовуються два подібних тести: тест на передачу неврівнованого зчеплення генів (TDT) та гаплоїдний відносний ризик (HRR). Обидва вимірюють зв'язок генетичних маркерів у нуклеарних сім'ях шляхом передачі генів від батьків до потомства. Якщо певна алель збільшує ризик виникнення захворювання, то очікується, що цей алель буде частіше передаватися від батьків до потомства у популяціях з даним захворюванням.

### Генетичний зв'язок кількісних ознак
Кількісна ознака — це вимірювані ознаки, які є безперервними величинами, такі як висота чи вага. Кількісні ознаки часто мають «нормальний» розподіл у популяції. Разом із дослідженнями «випадок-контроль», для виявлення генетичного зв'язку кількісних ознак можуть використовувати вибірки з неспорідненої популяції або сімейні тріо (два біологічні батьки та дитина), із вимірюванням кількісної ознаки у нащадка.